# Почапы (Львовская область)
Почапы (укр. Почапи) — село в Золочевской городской общине Золочевского района Львовской области Украины.
Население по переписи 2001 года составляло 339 человек. Почтовый индекс — 80714. Телефонный код — 3265.